# سر کنت هال
سر کنت هال (انگلیسی: Sir Kenneth Hall)؛ زادهٔ ۲۴ آوریل ۱۹۴۱) یک سیاست‌مدار اهل جامائیکا است. وی فرماندار کل جامائیکا از ۲۰۰۶ تا ۲۰۰۹ بود.